# Injection létale
L'injection létale est une méthode de mise à mort qui consiste à injecter un ou plusieurs produits toxiques par voie intraveineuse à une personne afin de la tuer en peu de temps. C'est à la fois une méthode d'exécution de condamnés à mort et une méthode d'euthanasie volontaire active. Depuis 1982, plusieurs milliers de condamnés à mort auraient été exécutés par injection mortelle dans le monde : trois au Guatemala, six en Thaïlande, sept aux Philippines, plus de 1 000 aux États-Unis et jusqu’à plusieurs milliers en Chine,.

## Histoire
Le docteur Julius Mount Bleyer proposa cette méthode d'exécution dès 1888, à New York, mais celle-ci ne fut pas acceptée. À la suite des pressions de la British Medical Association, elle fut également rejetée au Royaume-Uni.
Le premier État des États-Unis à l'adopter fut l'Oklahoma, en février 1977, sous l'impulsion du docteur Stanley Deutsch, suivi du Texas la même année. Ce dernier l'appliqua la première fois le 7 décembre 1982 lors de l'exécution de Charles Brooks. Depuis, la quasi-totalité des États ayant recours à la peine de mort utilisent ce mode d'exécution. Elle est considérée par ses partisans comme une méthode moderne et humaine.
Dans le monde, de plus en plus de pays l'utilisent. On peut citer notamment la Chine en 1997, le Guatemala en 1998 et les Philippines en 1999. Plusieurs autres pays l'ont adoptée, mais ils ne l'ont pour l'instant pas utilisée.

## La procédure d'exécution

### En Chine
L'injection létale inspirée des États-Unis a été adoptée en 1997, son introduction ayant été inspirée par son caractère moins violent pour le condamné, sa famille et les personnes qui participent à l'exécution, mais aussi pour éviter la transmission de maladies. On estime en effet qu'environ 20 % des condamnés à mort sont porteurs du VIH dans certaines provinces. Même si certaines grandes villes comme Pékin disposent de leur propre lieu fixe au sein d'une prison pour procéder aux injections létales, les provinces lointaines où les exécutions ne sont pas fréquentes l'utilisent dans des camions spécialement prévus à cet effet qui se déplacent à travers le pays. Les seringues sont pressées par un policier et la scène peut également être filmée sans que le public puisse accéder à la vidéo. On rapporte que dix personnes sont présentes dans le camion et que douze policiers assurent la sécurité à l'extérieur. Seulement quatre personnes sont nécessaires à l'exécution : un procureur et un autre officiel pour le côté juridique ; le policier et un médecin légal chargé de planter l'aiguille et de constater le décès. Les six autres personnes assistent à la scène à l'avant du bus au moyen d'un circuit fermé de télévision. Il est difficile de savoir précisément quels sont les produits qui sont utilisés dans le cadre de ces exécutions, car les sources se contredisent (il est possible qu'ils aient varié à travers le temps et qu'ils varient selon les régions). Selon les officiels de la Cour suprême, l'injection devrait à terme devenir la seule méthode appliquée en Chine.

### États-Unis

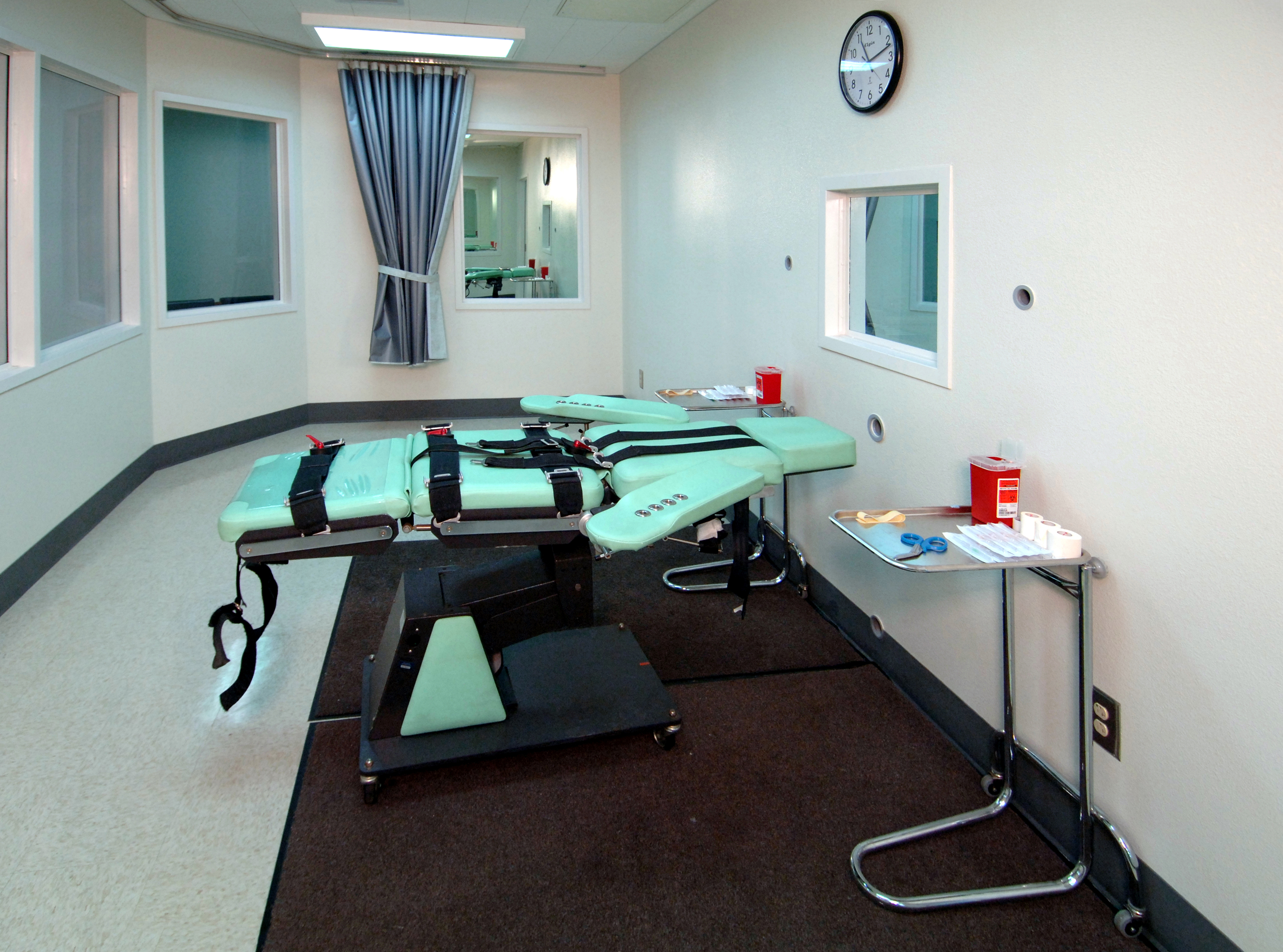
La chambre d'exécution de la prison d'État de San Quentin en Californie.

Le condamné est installé et sanglé sur une table matelassée. Dans certains États, les tables sont remplacées par des fauteuils, similaires à ceux que l'on pourrait trouver chez un dentiste.
Deux cathéters sont ensuite placés sur son bras, ils serviront à injecter les produits (le second ne sert qu'en cas d'urgence). Le matériel utilisé est stérilisé, car il est possible que le condamné obtienne un sursis même après que les cathéters ont été installés. En général un ou plusieurs techniciens formés sont chargés d'insérer les cathéters et plusieurs autres de préparer et injecter manuellement les produits dans une pièce séparée, dissimulés par un miroir semi-réfléchissant. Une série de trois injections est nécessaire pour exécuter le condamné :
- la première, un barbiturique, du thiopental sodique ou du pentobarbital, est destinée à anesthésier le condamné. Elle provoque l'inconscience en trente à quarante-cinq secondes à dose normale et en dix à forte dose ;
- la seconde, un curare, du bromure de pancuronium, est destinée à paralyser les muscles. Ce produit n'est pas nécessaire pour que l'exécution soit effective, son seul rôle est de rendre la mort plus digne pour le condamné et les témoins en évitant qu'il ne bouge dans son inconscience ;
- la troisième, du chlorure de potassium, provoque un arrêt cardiaque.

Ces injections sont chacune suivies par l'injection d'une solution saline pour éviter les mélanges.
Il arrive dans certains cas que des problèmes de dosage surviennent. La personne chargée des injections est alors obligée de recommencer depuis le début. Le condamné décède généralement au bout de sept minutes environ.
Depuis 2009, beaucoup d’États ont abandonné le protocole à trois produits pour adopter un protocole à un seul produit, un anesthésiant injecté à dose létale.
Le 15 janvier 2025 le procureur général a demandé au Bureau fédéral des prisons de ne plus utiliser l'injection létale comme moyen d'exécution de la peine de mort. Le motif invoqué est que ce moyen d'exécution provoque des souffrances inhumaines.

## L'affaire Baze v. Rees

### Fondement
Le 25 septembre 2007, la Cour suprême des États-Unis a accepté d'entendre l'affaire Baze and Bowling versus Rees communément appelée Baze v. Rees et annula toutes les exécutions au dernier moment jusqu'à ce que soit rendue sa décision. Dans cette affaire, les plaignants ne contestent pas la constitutionnalité de la peine de mort ni celle de l'injection létale, mais celle du protocole d'exécution du Kentucky utilisant trois produits comme dans tous les autres États américains appliquant l'injection. Ils demandaient à la Cour de déclarer ce protocole anticonstitutionnel et d'obliger les États à adopter un protocole composé d'un seul produit (le thiopental sodique ou un autre barbiturique) pour provoquer une mort par overdose dans l'inconscience, comme cela est pratiqué dans les euthanasies aux Pays-Bas. Une telle décision aurait eu des conséquences importantes, elle aurait retardé les exécutions pour encore des mois avant que la justice ne valide les nouveaux protocoles, et aurait même pu nécessiter des modifications législatives dans les quatorze États où ce protocole est prévu par la loi. L'expérience montrant qu'une poignée de parlementaires influents des comités législatifs peuvent tuer des projets de loi, cela aurait pu avoir pour effet d'empêcher tout simplement l'application de la peine de mort dans certains États.

### Les arguments des demandeurs
Les arguments des demandeurs consistaient essentiellement à dire que les deux autres produits utilisés (le potassium et surtout le curare qui n'est pas nécessaire pour que la mort et l'inconscience interviennent) sont des produits provoquant une douleur relevant de la torture si le thiopental n'avait pas fait son effet. Ce problème était selon eux en combinaison avec le problème de l'incompétence des exécuteurs. Ils fustigeaient notamment le fait que ce soit le directeur de la prison et son adjoint (qui président l'exécution) qui soient chargés de constater l'inconscience avant d'autoriser à procéder aux injections suivantes, ce alors qu'ils n'ont aucune compétence médicale. Par ailleurs les personnes qui sont chargées d'insérer les cathéters ne sont pas non plus des médecins ni des infirmiers. Le  VIIIe amendement serait violé en raison de la persistance des États à employer cette méthode alors qu'elle présente un risque de douleur atroce et que ceux-ci disposaient pourtant d'une alternative applicable en fait : l'adoption du protocole en un seul produit aurait éliminé ces problèmes car un barbiturique est par définition indolore.

### Les arguments des intimés
Les arguments des intimés (les États appliquant la peine de mort) commençaient par un rappel que le protocole en trois produits est douloureux seulement si le thiopental est mal administré. Partant de là,  contester que le thiopental ait des chances suffisamment élevées d'être mal administré supprimait toute raison d'exiger un jugement de la Cour. D'autre part, selon eux, le fait que ce ne soient pas des membres du corps médical qui insèrent les cathéters ne constitue pas un problème puisqu'ils sont insérés par des préleveurs dont le métier consiste justement à insérer des aiguilles quotidiennement à l'infirmerie de la prison (ils en effectueraient une trentaine par jour). En ce qui concerne la vérification de l'inconscience du condamné, les intimés arguaient que le directeur et son adjoint étaient tout à fait aptes à voir si le condamné avait oui ou non fermé les yeux, et qu'un médecin ne serait pas plus capable de vérifier l'inconscience dans la mesure où cela nécessiterait de donner une claque au condamné. Les intimés ont donc réfuté en bloc l'argument de l'incompétence des exécuteurs, expliquant que ceux-ci effectuent une répétition tous les mois alors même que le Kentucky n'avait exécuté qu'un condamné par injection. Ils rappellent également que le bromure de pancuronium est important pour maintenir la dignité de l'exécution en évitant les mouvements musculaires involontaires du supplicié par l'effet myorelaxant du curarisant. Par ailleurs le protocole en un seul produit n'avait (à l'époque) jamais été utilisé dans le cadre d'une exécution américaine, son caractère plus humain se base donc essentiellement sur de la théorie et il pourrait provoquer de nombreux problèmes n'ayant pas été prévus. Adopter le raisonnement des demandeurs selon lequel il faut prendre en compte les alternatives « applicables en fait » permettrait de sans cesse de remettre en cause une méthode d'exécution en la comparant à une autre méthode hypothétique. Par ailleurs, la jurisprudence de la Cour tendrait à ne pas justifier son intervention dans le cas de souffrance infligée à cause d'une erreur.

### La décision
La Cour rendit sa décision plus tôt que prévu, le mercredi 16 avril 2008. Les juges Roberts, Scalia, Thomas, Breyer, Stevens, Kennedy et Alito ont voté en faveur des intimés dans cette affaire s'exprimant dans plusieurs opinions concurrentes aux raisonnements juridiques différents les uns de autres. 
Les deux juges les plus conservateurs, Thomas et Scalia, conformément à une position originaliste, considèrent qu'une méthode d'exécution n'est inconstitutionnelle que si elle est délibérément conçue afin d'infliger de la souffrance.
Les cinq autres estiment plus simplement que le VIIIe amendement n'exige pas qu'une méthode d'exécution soit complètement exempte de tout risque, et que les demandeurs ont échoué en l'espèce à prouver qu'il y avait un risque suffisamment élevé pour rendre la méthode inconstitutionnelle. Par comparaison, le juge Breyer (l'un des progressistes) estime que le risque qu'une exécution soit très douloureuse ne rend pas une méthode inconstitutionnelle de la même manière que le risque d'exécuter un innocent ne rend pas la peine de mort inconstitutionnelle.
La juge Ginsburg rejointe par le juge Souter a elle émis une opinion dissidente. Elle adhère à la théorie constitutionnelle proposée par les demandeurs.
Les exécutions ont repris le mois suivant et cette décision fait jurisprudence à l'échelle nationale. En somme tous les États qui à l'avenir présenteront des protocoles d'exécution présentant des garanties égales ou meilleures que celles du Kentucky devront être déclarés conformes à la Constitution des États-Unis.

## La pénurie de thiopental sodique
La firme Hospira était la seule des États-Unis à fabriquer le crucial thiopental sodique. Fin 2010 elle est tombée en rupture de stock, puis a définitivement mis fin à la fabrication, empêchant certains États de procéder aux exécutions.
À cela s'est ensuite ajouté le fait que l'Union européenne a interdit de fournir les États-Unis. En conséquence, plusieurs exécutions ont été reportées, divers produits de substitution ont été utilisés par les États se fournissant parfois dans des laboratoires non-spécialisés, et plusieurs recours judiciaires ont été formés réclamant que l'identité des fournisseurs soit publiée au nom du droit à l'information. Certaines exécutions ont abouti en bavures (dont 3 en 2014). 
Le procureur général du Missouri est même allé jusqu’à proposer que l'État ouvre son propre laboratoire pour fabriquer les produits, et dans le Tennessee une loi a été adoptée autorisant l'exécution par électrocution en l'absence des produits nécessaires pour une injection.

## Alternative humaine aux autres formes d'exécution?
L'injection létale vaut-elle mieux qu'une autre méthode d'exécution ? Une exécution de ce type dure en totalité une bonne vingtaine de minutes : le temps de sangler le condamné en faisant attention de ne pas bloquer sa circulation sanguine, de trouver une veine adéquate sur chaque bras, d'insérer les cathéters.
Dans les années 1950 une commission royale fut instituée au Royaume-Uni pour étudier la peine de mort (Royal Commission on Capital Punishment). L'exécuteur Albert Pierrepoint assista à la simulation d'une exécution par injection létale. Comparé à une pendaison « à l'anglaise », qui ne dure pas plus d'une minute entre le moment où le bourreau entre dans la cellule et celui où le condamné perd connaissance, il qualifia le procédé d'injection létale de « sadique ». La pendaison à forte chute provoque une rupture des cervicales. Cette mort est certes violente mais elle est rapide. En France, une décollation à la guillotine durait à peu près aussi longtemps. Tandis que lors d'une exécution par injection, le sédatif agit progressivement, le condamné se voit donc en train de s'endormir. 
La lenteur du processus fut particulièrement illustrée en 2009 par Romell Broom, condamné à mort dans l'Ohio. L'équipe d'exécution chercha pendant deux heures une veine suffisamment solide pour pratiquer l'injection, avant de le ramener finalement en cellule.
Jerry Givens, un ancien responsable des exécutions en Virginie, un État américain qui avait autorisé les condamnés à choisir entre l'injection létale et la chaise électrique, a déclaré que s'il était confronté à ce choix, il choisirait la chaise électrique parce qu'elle est « rapide » alors que l'injection létale est assortie « d'un long processus ».
L'apparente absence de souffrance physique est également contestée par les détracteurs de cette méthode. L'injection de curare ferait suffoquer le condamné en paralysant ses muscles respiratoires, tandis que la troisième injection engendrerait une brûlure dans tout le corps. En 2006, Ángel Nieves Díaz,  condamné à mort en Floride, agonisa pendant trente-quatre minutes après que les produits eurent été injectés dans ses muscles.
Plus récemment en 2022, l'exécution de Joe Nathan James Jr. est sujette à controverses car il n'aurait pas été sédaté, et son autopsie montre de nombreuses blessures par perforation à divers endroits du corps ainsi que des contusions autour des jointures et des poignets, laissant soupçonner une exécution bâclée.

## Participation de professionnels médicaux
Il existe plusieurs degrés d'implication des médecins ou infirmiers dans les exécutions capitales par injection létale :
- Faire seulement acte de présence afin de s'assurer du décès in situ ;
- Vérifier que le thiopental sodique a fait son effet permettant ensuite de procéder aux injections suivantes ;
- Insérer le ou les cathéters indispensables pour procéder à l'exécution ;
- Participer à la formation des exécuteurs-injecteurs ;
- Préparer les produits et le matériel ;
- Participer, éventuellement, de manière active à l'exécution, en poussant les seringues et donnant ainsi la mort.

La participation au premier degré est toujours de mise dans la quasi-totalité des États ; celle à la dernière étape n'a jamais eu lieu et est formellement interdite par le serment d'Hippocrate. Même si des médecins ont déjà par le passé participé aux cinq autres degrés, les États s'arrangent pour faire procéder aux gestes homicides par d'autres personnes que des médecins comme d'anciens personnels médicaux de l'armée  ou encore des personnels non liés par l'éthique médicale et dont le travail journalier consiste à faire des prises de sang à l'infirmerie de la prison.
L'ASA (société d'anesthésie américaine) a écrit plusieurs documents dans lesquels elle refuse toute participation à l'élaboration ou l'application des protocoles d'injection létale.
Aujourd'hui, les organisations abolitionnistes qui veulent empêcher les exécutions à tout prix contestent même le premier et le deuxième niveau d'implication, arguant que les médecins pourraient être amenés à abréger les souffrances du condamné en cas de problème grave.
Tout participant à une exécution capitale doit être volontaire. Dans de nombreux États, des lois ont déjà été votées, ou des réglementations publiées pour protéger l'anonymat des exécuteurs et la licence des médecins même lorsque ceux-ci ne font qu'acte de présence.

## Euthanasie volontaire
En Belgique, où l'euthanasie active est légale depuis 2002, l'injection létale en est la méthode la plus fréquente devant la prise d'une potion par voie orale en raison de sa rapidité et sa fiabilité. L'euthanasie a lieu par injections successives :
- d'une benzodiazépine (facultative) qui provoque une légère sédation,
- d'un anesthésique général (thiopental ou, à défaut, propofol) qui provoque un coma profond, et le plus souvent la mort,
- d'un curarisant qui provoque une paralysie neuromusculaire et donc, si elle n'a pas encore eu lieu, la mort par arrêt respiratoire[17].